# Anna Anvegård
Anna Elin Astrid Anvegård (Bredaryd, 10 maggio 1997) è una calciatrice svedese, attaccante dell'Häcken e della nazionale svedese.

## Carriera

### Club
Dopo aver vestito le maglie delle formazioni giovanili di Bredaryd Lanna IK, BIK/FIF/LGoIF e RÅs LB, Anna Anvegård sottoscrive un contratto con il Växjö DFF per la stagione 2015, disputando la Division 1 nel girone territoriale Södra Götaland, squadra con la quale, grazie alle 27 reti siglate (31 inclusa la qualificazione) riesce a guadagnare la prima posizione in classifica, accedendo così alla Elitettan, secondo livello del campionato svedese femminile di calcio.
Durante la stagione successiva Anvegård si conferma determinante nell'andamento della squadra; migliore marcatrice in campionato con 30 reti, seguita dalla nigeriana Ritah Kivumbi con 21, trascina il Växjö nelle posizioni di vertice dell'edizione Elitettan 2016 che, imbattuto negli ultimi 18 incontri, si classifica al terzo posto dietro a LB 07 e Hammarby. L'apporto di Anvegård per la stagione successiva, 33 reti su 25 incontri di campionato, si rivela fondamentale per la conquista del primo posto in classifica e la conseguente promozione in Damallsvenskan. Rimane con la società del centro abitato della provincia dello Småland per un'altra stagione e mezza, trasferendosi al Rosengård durante il calciomercato estivo 2019.
Nel luglio 2021 si è trasferita all'Everton, club inglese iscritto alla FA Women's Super League, massima serie del campionato inglese, firmando un contratto biennale. Rimane tuttavia legata alle Toffees per una sola stagione, chiudendo la sua prima esperienza all'estero marcando 19 presenze complessive su 14 di campionato con 7 reti siglate, delle quali 4 in FA WSL, migliore realizzatrice della squadra.
Nell'estate 2022 viene annunciato il suo rientro in Svezia, trasferita a parametro zero all'Häcken, avendo così l'opportunità di disputare la UEFA Women's Champions League.

### Nazionale
Il grande numero di gol realizzati col Växjö l'ha portata all'attenzione dei selezionatori della nazionale svedese e ha attirato l'attenzione di diversi club più grandi, in Svezia e oltre. Ha fatto il suo debutto nella nazionale maggiore nel giugno 2018, contro la Croazia, quando è stata elogiata dall'allenatore Peter Gerhardsson per il suo sorprendente istinto: "Ha il naso per il bersaglio e sa dov'è".
Anvegård ha fatto il suo esordio nella nazionale quando, partendo dalla panchina, è entrata a giocare al minuto 71º della partita vinta per 4-0 contro la Croazia al Gamla Ullevi il 7 giugno 2018. Nella sua quarta partita internazionale, Anvegård ha fatto il suo ingresso nella nazionale quando la Svezia ha battuto l'Inghilterra per 2-0 in un'amichevole a Rotherham l'11 novembre 2018.
A maggio 2019, Anvegård è stata selezionata nella squadra nazionale svedese per la Coppa del Mondo nel 2019.

## Palmarès

### Club
- Campionato svedese: 1

Rosengård: 2019

### Nazionale
- Argento olimpico: 1

Tokyo 2020

### Individuale
- Capocannoniere del campionato svedese: 2

2019 (14 reti), 2020 (16 reti)